# Сухой Лог (урочище)
Сухой Лог — ландшафтный памятник природы,  карстовый лог, в котором находятся девять пещер и два грота. Расположен на территории Губахинского муниципального округа Пермского края, между посёлками Шумихинском и Юбилейным.

## География
Пещеры и гроты находятся на правом склоне Сухого Лога, общая протяжённость которого составляет 2 километра, территория памятника включает также прилегающую полосу земли шириной 100 метров (по 50 метров в обе стороны от скал). Там расположены девять карстовых пещер: Новогодняя, Геологов 1, Геологов 2 и Геологов 3, Печка, Ледяная, Ребристая, Безгодовская, Придорожная, и два грота — грот Стрелы и Треугольный. По логу течёт ручей, исчезающий в поноре, и далее протекающий в пещере Геологов-2. Пещеры и гроты относятся к Усьвинскому спелеологическому участку Кизеловско-Яйвинского спелеологического района. Горные породы — известняки визейского и серпуховского ярусов.

## Описание объектов
Исследования карстового комплекса проводятся спелеологами-любителями Урала и учёными с 1975 года. В 1992 году пещеры исследованы палеозоологической экспедицией Института экологии растений и животных УрО РАН. Описание пещер и гротов приводится по порядку, начиная с нижней части лога, где проходит дорога Шумихинский — Юбилейный.
- Пещера Придорожная сравнительно небольшая, длиной 21 метр. Вход находится в карстовой воронке у основания скального обнажения, его размеры 1х1,5 метра. По существу, пещера является просто продолжением этой воронки — её амплитуда 10 метров[1].
- Пещера Безгодовская была исследована в 1935 году, тогда был составлен первый план пещеры. Однако в начале семидесятых годов при разработке известняка вход в неё (имевший ширину 10 и высоту 5 метров) был частично завален, что привело к таянию ледника, имевшегося в пещере. В настоящее время вход представляет собой щель между скалой и завалом породы. Пещера горизонтальная, состоит из трёх гротов высотой от 2,5 до 6 метров, два из них вместе имеют длину 80 метров, третий, уходящий в сторону, длину 50—55 метров. Карстовые образования — небольшие карбонатные гребни. Зимой образуются ледяные сталактиты и сталагмиты. При исследованиях найдены кости плейстоценовых животных, в том числе мамонта[1].
- Грот Треугольный — имеет треугольную форму, высоту 2,5 и длину 6 метров[1].
- Ребристая — пещера коридорно-гротового типа, протяжённостью 630 метров. Девять крупных гротов соединены ходами, часть из них может иметь продолжение. Температура воздуха в большей части ходов постоянная, положительная: +3°С, поэтому в пещере обитают летучие мыши. При первых исследованиях обнаружены кости малых пещерных медведей и плейстоценовой лошади. Рядом с пещерой находится ещё один интересный объект: карстовая арка шириной более 5 и длиной 9 метров[1].
- Усьвинская ледяная пещера имеет два входа, расположенные на небольшом расстоянии друг от друга. Протяженность пещеры 85, а глубина 16 метров. Главный грот площадью около 200 м², пол его покрыт льдом мощностью до 6 метров. Пещера исследована лишь в 1976 году спелеологами Свердловского горного института[1].
- Пещера Геологов 1 имеет общую длину ходов 450 метров, при амплитуде 27 метров. Два этажа пещеры соединены колодцем глубиной 12 метров. Вход в полость расположен у подножия восьмиметрового обрыва и имеет форму треугольника с высотой 1,2 и шириной 3 метра. Пещера была известна давно, но обследована спелеологами лишь в 1975 году. Имевшиеся ранее натечные образования, в том числе в виде мондмильха, в значительной мере уничтожены посетителями. Периодически в пещере появляется ручей[1].
- Пещера Сквозная (Печка) со входом в виде арки, горизонтальная. Размеры 8×3×5 метров. В результате обрушения части потолка грота в нём образовалось сквозное отверстие, из-за чего пещера и получила название[1].
- Грот Стрелы имеет вход 3×0,5 метра, расположенный у основания скал. Длина грота 10 метров, ширина 5 и высота 2,5 метров. В гроте краеведом Е. П. Близнецовым был обнаружен наконечник стрелы (откуда и происходит название), там также были сделаны находки костей животных, относящиеся к голоцену[1].
- Пещера Геологов 3 открыта в конце 1980-х годов, однако первоначально был известен лишь короткий привходовой участок, позднее выявлены 1700 метров ходов. Глубина пещеры — 52 метра, амплитуда — 55 метров. Вход расположен в 40 метрах над дном Сухого Лога, в воронке диаметром 6 и глубиной 3 метра. Узкие пересекающиеся ходы соединяют более десятка сравнительно небольших гротов (большинство из них имеют диаметр 6-8 метров). В пещере множество натечных образований: сталактиты, сталагмиты, геликтиты и другие. В настоящее время водоток в пещере отсутствует. При первых исследованиях был обнаружен полный скелет пещерного медведя[1].
- Пещера геологов 2 обнаружена в 1975 году. Длина известной части — около 4 километров, глубина — 120 метров. Пещера трёхэтажная, со сложной системой ходов и более чем двумя десятками гротов. Верхний и нижний ярусы обводнены, средний — сухой. В пещере (в нижнем ярусе) протекает подземная речка, имеются два сифона, которые делят полость на несколько частей. Место обитания летучих мышей. Многочисленные натечные образования, а также обвальные и остаточные отложения[1]. Среди этих образований — редко встречающиеся глиняные сталагмиты в гротах Чайный и Лунный, а также гроте Глиняных Сталагмитов, на глубине 110 метров от входа[2].
- Пещера Новогодняя имеет вход высотой 3 и шириной 1 метр, расположенный в нижней части скального выступа. Длина известной части пещеры 15 метров. Эта небольшая пещера мало посещается туристами[1].

## Охранный статус
Первоначально, в 1986 году, была предложена к охране пещера Геологов 2. Памятник природы образован решением Пермского облисполкома от 12.12.1991 г. № 285. В 2001 г. территория ООПТ увеличена, в неё включены расположенные рядом пещеры. В 2018 году урочище вошло в состав Усьвинского участка Пермского природного парка. Организована экологическая тропа.